# Maria Holl (Hexenprozess)

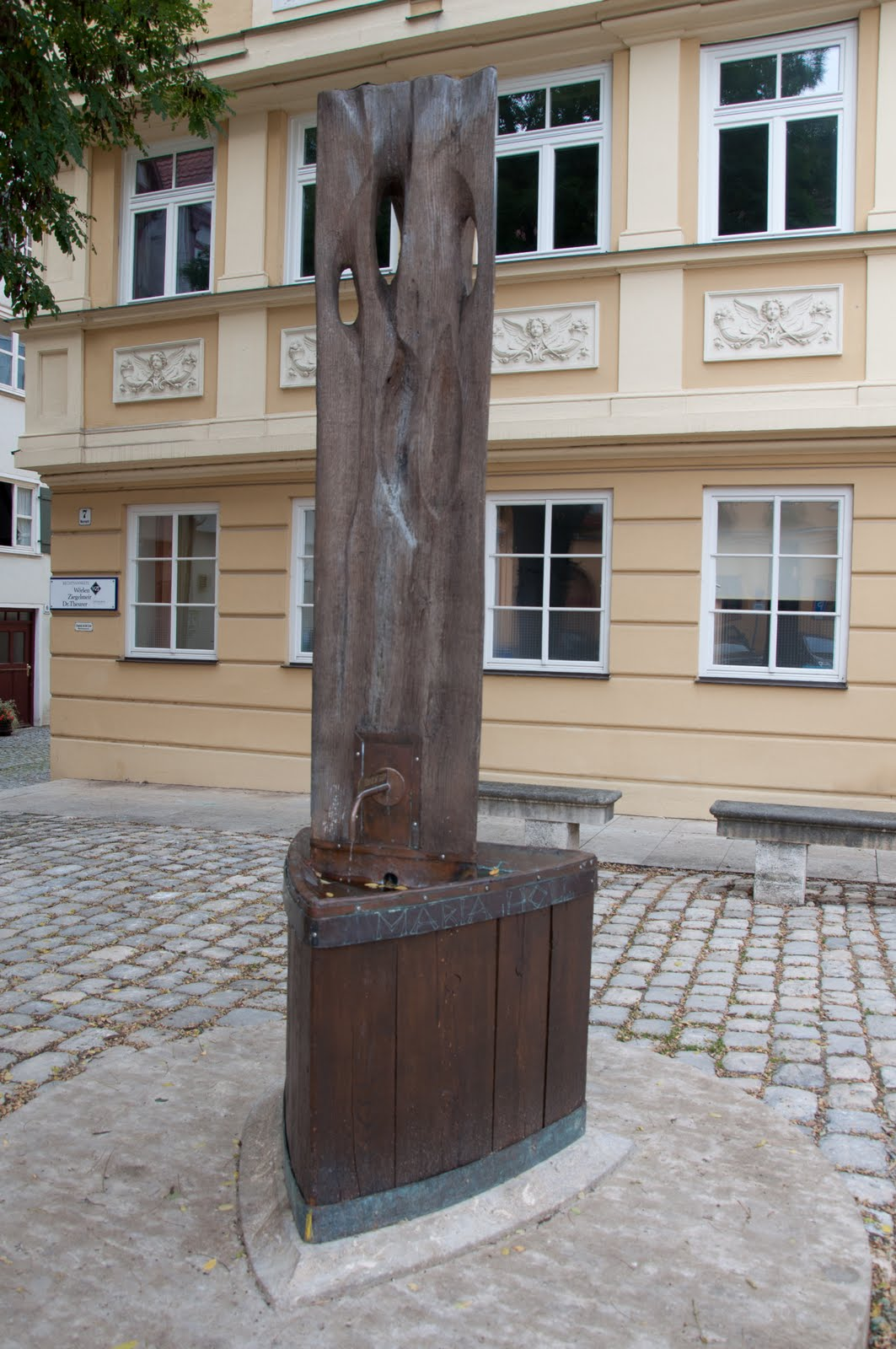
Maria-Holl-Brunnen am Nördlinger Weinmarkt

Maria Holl (* ca. 1549 in Altenstadt bei Geislingen an der Steige; † 1634) war eine Gastwirtin und ein Opfer der Hexenverfolgung in Nördlingen. Sie wurde 1593 als angebliche Hexe inhaftiert. Als sie nach 62 Folterungen immer noch kein Geständnis abgelegt hatte, wurde sie nach fast einem Jahr wieder freigelassen.

## Leben
Maria Holl war die Tochter des Amtmannes Jerg Löhlin aus Altenstadt. Sie heiratete am 20. Mai 1586 Michael Holl im Ulmer Münster. Mit ihrem Ehemann zog sie nach Nördlingen, wo sie am 30. Mai 1587 Bürgerin der Stadt wurde. Dort eröffnete das Ehepaar die Wirtschaft „Die goldene Krone“ am Weinmarkt.
In Nördlingen wurde Maria Holl aus Neid wegen ihrer gut laufenden Wirtschaft wegen angeblicher Hexerei angeklagt. Die ebenfalls der Hexerei angeklagte Maria Marb beschuldigte unter Folter mehrere Frauen der Hexerei, darunter Barbara Lierheimer und Maria Holl. Maria überstand als Erste der angeklagten Frauen die Folterungen. Insgesamt wurde sie 62-mal gefoltert. An den Verbrechen beteiligt war u. a. Sebastian Röttinger. Sie bekannte sich stets zu Gott. Keine Grausamkeit brachte sie zu dem Geständnis, mit dem Teufel im Bunde zu sein. Viele Bürger setzten sich für sie ein. Am 11. Oktober 1594 wurde sie vom Vorwurf der Hexerei freigesprochen.
Ihr Fall war einer der letzten Hexenprozesse in Nördlingen. Maria Holl überlebte alle ihre Peiniger und war dreimal verheiratet. Am 22. September 1634 wurde sie nach der verheerenden Schlacht bei Nördlingen begraben.

## Ehrungen

### Informationstafel
An der Hauswand des ehemaligen Gasthauses Zur Krone, Weinmarkt 8, ist eine Informationstafel mit folgendem Hinweis auf Maria Holl angebracht:
„Die Kronenwirtin Maria Holl (um 1549-1634) wurde am 2. Nov. 1593 als vermeintliche Hexe inhaftiert, am 11. Okt. 1594 nach 62 Folterungen aus der Haft entlassen. Ihre Standhaftigkeit bewirkte ein Abklingen des Hexenwahns in Nördlingen.“

### Der Brunnen
Zum Stabenfest 1966 wurde der größtenteils aus Holz gestaltete Brunnen eingeweiht, gestiftet von Emil Eigner. Das verwendete Material sowie die Form sollen an einen Scheiterhaufen erinnern. 2010 wurde der Brunnen durch den Wilburgstettener Bildhauer Rudolf Siegmayer restauriert, was durch eine Spende des Vereins Alt Nördlingen ermöglicht wurde.
Inschrift:
„Der standhaften Maria Holl zum Gedenken“

### Sachliteratur
- Wolfgang Behringer: Hexenverfolgung in Bayern. Volksmagie, Glaubenseifer und Staatsräson in der Frühen Neuzeit. 3. verbesserte Auflage. Oldenbourg, München 1997, ISBN 3-486-53903-5 (mit ausführlicher Übersicht zu Quellen und Literatur).
- Gloria Eschbaumer: Bescheidenliche Tortur. Der ehrbare Rat der Stadt Nördlingen im Hexenprozess 1593/94 gegen die Kronenwirtin Maria Holl. Greno, Nördlingen 1983.
- Gloria Rüdel-Eschbaumer: Der Hexenprozeß Maria Holl. Mit Originalprotokollen aus dem Stadtarchiv Nördlingen vom Jahre 1593/94. Steinmeier, Nördlingen 1998, ISBN 3-927496-53-7.
- Sonja Kinzler: Von der Prozessakte zur Heimatheldin. Wie die „Hexe“ Maria Holl zu ihrem Ruhm kam. In: Rieser Kulturtage (2004). Dokumentation (= Eine Landschaft stellt sich vor). Band 15. Verlag Riesener Kulturtage, Nördlingen 2005, ISBN 3-923373-59-7, S. 205–211.
- Sonja Kinzler: Zwischen Fortschrittsglaube und Fatalismus. Die Rezeption der Nördlinger Hexenprozesse im 19. und 20. Jahrhundert. Steinmeier, Nördlingen 2005, ISBN 3-936363-27-7.
- Dietmar-H. Voges: Nördlinger Hexenprozesse. Gesichtspunkte ihrer historischen Bewertung. In: Dietmar-H. Voges (Hrsg.): Nördlingen seit der Reformation. Aus dem Leben einer Stadt. Beck, München 1997, ISBN 978-3-406-43360-3, S. 46–88 und 408–415.

### Belletristik
- Frank Grupe: Maria Holl – Hexenjagd in Nördlingen (Stück). Nördlingen, 1998.
- Lore Sporhan-Krempel: Die Hexe von Nördlingen: Das Schicksal der Maria Holl. Roman. Stuttgart: Kullmann, 1949.
- Juli Zeh: Corpus Delicti. Ein Prozess. Schöffling, Frankfurt/Main 2009, ISBN 978-3-89561-434-7.